# أرانب البحر
أرانب البحر أو الأرنب البحْريّ (الاسم العلمي: Aplysiidae)، فصيلة حيوانات صدفية بحرية من الرخويات. أجناسها وانواعها كثيرة العدد جميعها ضارية ومنها السامة والتي تفرز أخلاطًًا قرمزية تصبغ الماء حولها. أشهرها الأرنب البحري.